# Терек

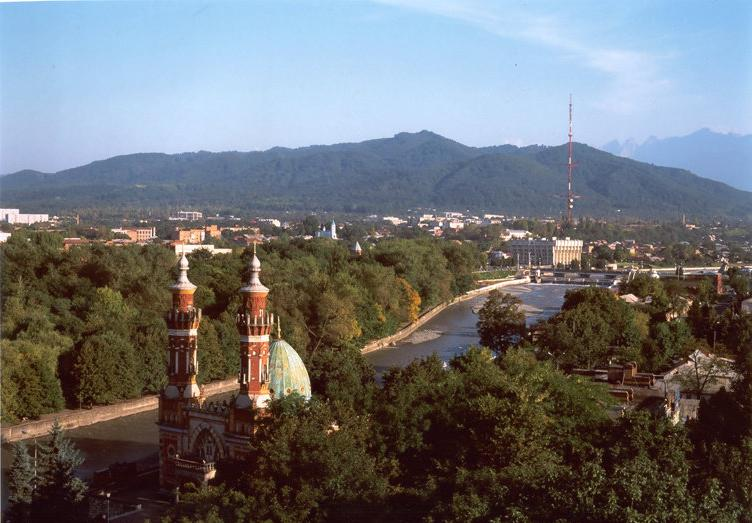
Терек у Владикавказі

Те́рек — річка на Північному Кавказі; довжина близько 620 км, сточище — 43 200 км². Бере початок на південних схилах Головного Кавказького хребта, на висоті 2713 м, виходячи з Кавказьких гір, тече Ставропільською височиною і на Прикаспійській низовині впадає в Каспійське море. Використовується для зрошення; вище Моздока бере початок Терсько-Кумський зрошувальний і обводнювальний канал. Невелика частина сточища Тереку, розташована в Ставропольському краю і в північно-східній частині Кабардино-Балкарської Автономної Республіки.
На території Ставропольського краю (Росія) протікає по границі Курського району з Чеченською республікою протягом 40 кілометрів і має характер рівнинної річки з низькими берегами, великою кількістю островів, кіс, обмілин. Найбільша притока Тереку — річка Малка, що протікає по межі краю з Кабардино-Балкарією.
Провідну роль у водності цих річок грають льодовики і опади, чим пояснюється висока і тривала літня повінь. Найвищі рівні приходяться, як правило, на кінець липня — початок серпня. В окремі роки рівень води в річці Терек піднімається на три метри. Спад повені відбувається повільно і закінчується наприкінці вересня, а іноді продовжується до
появи льоду. Вода цієї річки придатна для зрошення. Басейн Тереку відрізняється винятковою розмаїтістю природних ландшафтів. У верхів'ях річку живлять 32 льодовики загальною площею 67 км², ліві притоки Тереку живляться величезною кількістю великих і малих льодовиків із загальною площею 981 км².
Впадає в Аграханську затоку Каспійського моря, утворюючи дельту (площа близько 4000 км²); положення основного русла на ділянці дельти неодноразово мінялося (з 1941 велика частина стоку проходить по руслу Каргалинського прориву). Середня витрата води за 530 км від гирла (у м. Владикавказ) 34 м³/с, за 16 км від гирла 305 м³/с. Мутність 400—500 г/м³. За рік Терек виносить від 9 до 26 млн тонн пісків і ґрунту. Терек у низов'ях багатий рибою (лосось, форель, сазан, судак і ін.). Води використовуються для зрошення (виведені Терсько-Кумський канал, канал ім. Леніна тощо).

## Притоки

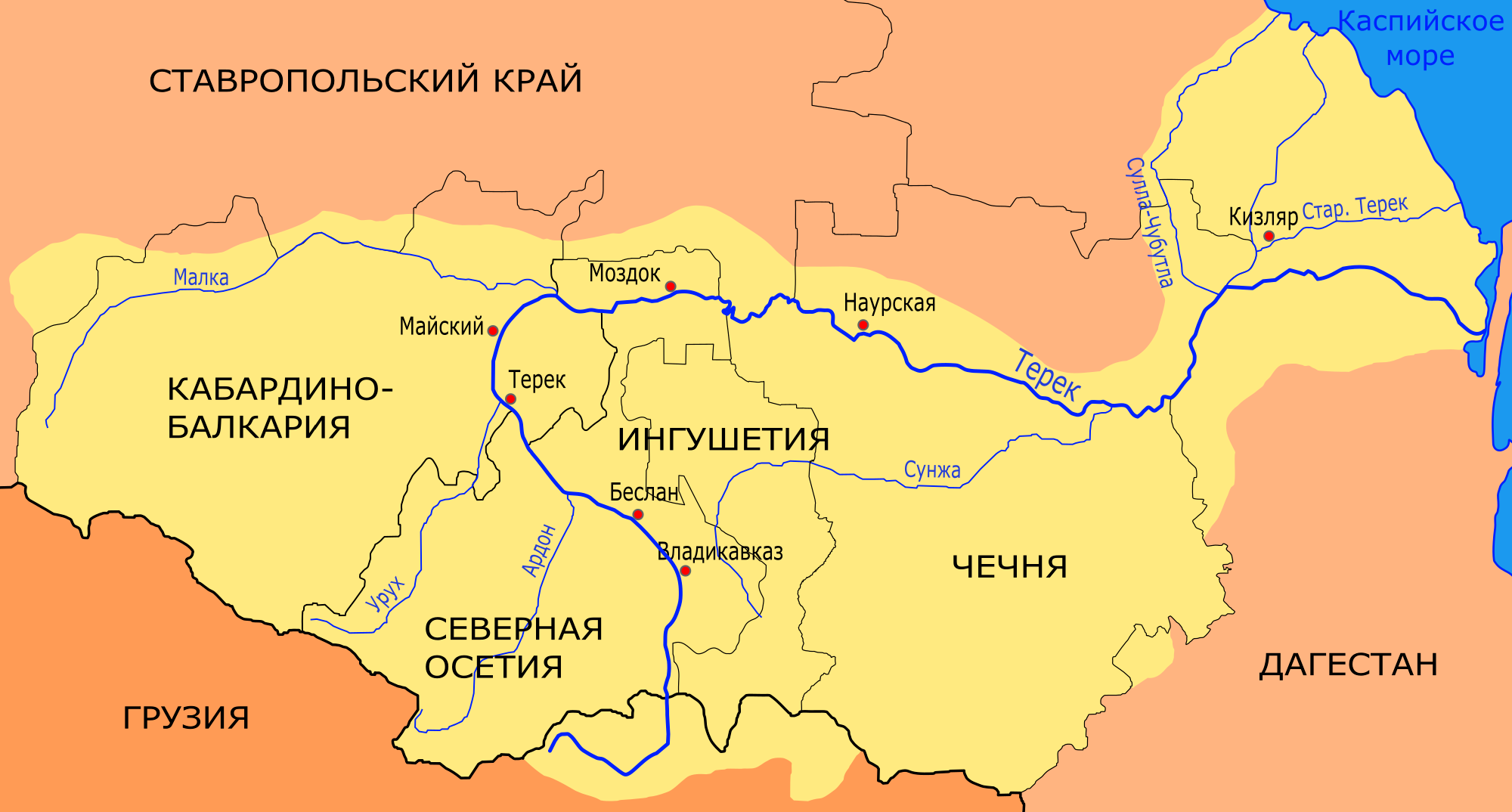
Басейн Тереку

З найбільших приток Тереку слід зазначити такі: Ардон (довжина 102 км). Бере початок з льодовиків на північному схилі Кавказького хребта. Площа всіх 65 льодовиків, що дають початок Ардону, становить більш 70 км². Найзначні льодовики — Цейський, Сказький, Чанчахі. Джерела Ардона — Нардон, Закадон, Мамісондон, Адайкомдон, Цинакомдон — починаються з льодовиків і сніжників у високогірній частині республіки.
Річка Ардон прорізає Бічний хребет, по якому проходить туристська траса. Тут в Ардон впадає низка дрібних і великих гірських потоків.
На виході з Касарської ущелини у селища Бурон річка Ардон приймає свою значну ліву притоку Цейдон, у верхів'ях якого розташований Цейський район відпочинку, екскурсій, туризму, альпінізму і гірськолижного спорту.
Річка Фіагдон має довжину 74 км, утворює мальовничу Куртатинську ущелину, улюблене місце відпочинку не тільки приїжджих туристів і екскурсантів, але і жителів Північної Осетії, впадає в Ардон на Осетинській похилій рівнині. Бере початок Фіагдон на льодовиках Головного Кавказького хребта, масивів Теплехоха, Архона, Сирхбарзонда.
Річка Гізельдон бере початок в області льодовиків Казбегського і Джимарайхохського масивів із площею заледеніння 32.8 км². Гизельдон утворюється від злиття річок Стирдона і Мідаграбіна. Спочатку від селища Джимара він несе свої води в північному напрямку. У Джимара Гізельдон приймає ряд дрібних приток і змінює напрямок на північний схід до селища Даргавс. За Даргавсом річка прориває Скелястий хребет вузькою Кобанською ущелиною і далі тече в північному напрямку до впадання в неї великого правого притоку — Геналдона.
Завдяки сполученню природних визначних пам'яток і пам'ятників історії Гізельдонська ущелина є одним з популярних і цікавих районів масового відпочинку, туризму й екскурсій.
Урух. Річка бере початок з льодовиків Дігорії, загальна площа яких близько 130 км². У верхів'ях річка тече в долині вузької ущелини. Після впадання річки Караугомдон біля села Дзинага Урух приймає північно-східний напрямок. Потім прорізує Скелястий хребет і утворює красивий каньйон з крутими схилами. Це улюблене місце численних планових і самодіяльних туристських і екскурсійних груп.

## Каскад ГЕС
На річці розташовано ГЕС Дар'ялі, ГЕС Ларсі.